# ريتشارد ويلسون (لاعب كرة قدم)
ريتشارد ويلسون (بالإنجليزية: Richard Wilson)‏ (8 مايو 1960 في المملكة المتحدة - ) هو لاعب كرة قدم بريطاني في مركز الوسط. لعب مع تشارلتون أثلتيك وتشيلسي وكوكولان بالوفيكوت ونادي جاز وهكا وHangö IK ‏ وFF Jaro ‏.

## وصلات خارجية
- ريتشارد ويلسون على موقع قاعدة بيانات كرة القدم.إي يو (الإنجليزية)